# Onychiurus
Genre
Onychiurus est un genre de collemboles de la famille des Onychiuridae.

## Liste des espèces
Selon Checklist of the Collembola of the World (version du 28 septembre 2019) :
- Onychiurus ambulans (Linnæus, 1758)
- Onychiurus ambulans Stach, 1934
- Onychiurus arans Gisin, 1952
- Onychiurus ariegicus Deharveng, 1978
- Onychiurus bhattii Yosii, 1963
- Onychiurus boldorii Denis, 1937
- Onychiurus circulans Gisin, 1952
- Onychiurus circulans Gisin, 1958
- Onychiurus confugiens da Gama, 1962
- Onychiurus darii Pomorski, 1998
- Onychiurus decemsetosus Yosii, 1966
- Onychiurus dissimulans Gisin, 1952
- Onychiurus fimetarius Caroli, 1914
- Onychiurus fraterculi Babenko & Fjellberg, 2016
- Onychiurus furcisetosus Pomorski, Furgol & Christiansen, 2009
- Onychiurus gevorum Arbea, 2012
- Onychiurus heilongjiangensis Sun & Wu, 2014
- Onychiurus insinuans Gisin, 1952
- Onychiurus jaceki Kaprus, 2009
- Onychiurus longipes von Olfers, 1907
- Onychiurus movilae Gruia, 1989
- Onychiurus nathanieli Pomorski, Furgol & Christiansen, 2009
- Onychiurus obsiones Cassagnau, 1963
- Onychiurus orienteuropeus Kaprus, 2009
- Onychiurus ortus Denis, 1935
- Onychiurus paolettii Dallai, 1975
- Onychiurus penetrans Gisin, 1952
- Onychiurus pipistrellae Soto-Adames & Taylor, 2013
- Onychiurus rectospinatus Stach, 1922
- Onychiurus reluctoides Pomorski, Furgol & Christiansen, 2009
- Onychiurus reluctus Christiansen, 1961
- Onychiurus sarmaticus Kaprus, 2009
- Onychiurus steinmanni Pomorski, Furgol & Christiansen, 2009
- Onychiurus stillicidii (Schiödte, 1849)
- Onychiurus subambulans Denis, 1935
- Onychiurus subcirculans Gisin, 1962
- Onychiurus sublegans Gisin, 1960
- Onychiurus szeptyckii Smolis & Skarzynski, 2009
- Onychiurus vtorovi Martynova, 1976
- Onychiurus wilchi Wray, 1950
- Onychiurus willemi (Börner, 1901)

## Publication originale
- Gervais, 1841 : Onychiurus n. g. Designation of type and description of genus Onychiurus. Écho du monde savant, vol. 8, p. 372.